# Predanophora ensenada
Predanophora ensenada är en mossdjursart som beskrevs av Tilbrook 2006. Predanophora ensenada ingår i släktet Predanophora och familjen Celleporidae. Inga underarter finns listade i Catalogue of Life.